# Bankovica-barlang
A Bankovica-barlang (bolgárul: Банковица) Bulgáriában található, Lovecs megyében, Karlukovo község területén. Ez a terület a Balkán-hegység része. A barlang ismert hossza 3746 méter, mélysége 83 méter. Szerteágazó, többszintes barlang, patakos és száraz járatokkal, hasadékokkal, kürtőkkel, tavakkal. A járatokban és a termekben jellemző a vastag agyagkitöltés és kőzettörmelék felhalmozódás. A Bankovica-barlang kréta kori mészkőben alakult ki. 
A barlang egy rövidebb szakasza volt csak ismert 1959-ig. Ekkoriban indult meg a szisztematikus kutatása és térképezése. A barlang bejárata egy tekintélyes méretű kürtő: 24 méter hosszú és 12 méter széles. A legmélyebb pontjánál 29,3 méter, a legsekélyebb részénél 17,5 méter mély. Ennek az aljáról, további kisebb lépcsőkön át egy sáros, lejtős folyosó indul. Ez torkollik az első terembe, ettől balra, felfele található egy másik, már jóval nagyobb terem is. Továbbhaladva a patak mentén újabb és újabb nagy termek követik egymást. A barlang ismert része egy mély kürtőben végződik, amelyen keresztül el lehet érni az alsó emelet vízszintjét.

## Fordítás
- Ez a szócikk részben vagy egészben  a(z)   Банковица című bolgár Wikipédia-szócikk fordításán alapul.  Az eredeti cikk szerkesztőit annak laptörténete sorolja fel. Ez a jelzés csupán a megfogalmazás eredetét és a szerzői jogokat jelzi, nem szolgál a cikkben szereplő információk forrásmegjelöléseként.